# Monte Macgregor
Il monte Macgregor è una montagna della provincia di Sepik Est, in Papua Nuova Guinea.

## Kopao
Alle sue pendici vivono tre popolazioni: gli Imboin, gli Awiri ed i Meakambut. Per questi ultimi, i tre popoli sarebbero nati dalle viscere del monte Macgregor poiché grazie ad Api, spirito della Terra, sarebbero usciti dalla grotta Kopao,  aperta proprio dalla divinità, alle pendici del monte. 